# Konföderation der Sahelstaaten
Die Konföderation der Sahelstaaten (französisch Confédération des États du Sahel; CES) ist ein Staatenbündnis, der im September 2023 zwischen Mali, Niger und Burkina Faso als Allianz der Sahelstaaten (französisch Alliance des États du Sahel; AES) geschlossen wurde. Der Pakt wurde inmitten der Niger-Krise 2023 nach einem Staatsstreich in Niger geschlossen, bei dem die ECOWAS mit einer Intervention drohte.
Das Bündnis wurde gegründet, um möglichen Bedrohungen durch bewaffnete Rebellion oder Aggression von außen entgegenzuwirken, wobei betont wurde, dass „jeder Angriff auf die Souveränität und territoriale Integrität einer oder mehrerer Vertragsparteien als Aggression gegen die anderen Vertragsparteien betrachtet wird“. 2024 wurde es um eine umfassende politische und wirtschaftliche Union erweitert.

## Hintergrund
Die Sahelzone ist seit 2011 Teil eines anhaltenden dschihadistischen Aufstandes. Der Aufstand hat zu vielen Konflikten in der Region geführt, wie dem Mali-Krieg und dem Boko-Haram-Aufstand. Alle drei Unterzeichnerstaaten sind ehemalige französische Kolonien, die von Militärregierungen geführt werden und bisher dem auf Initiative Frankreichs gegründeten Anti-Terror-Bündnis G5 Sahel angehörten. Die Beziehungen der drei Staaten zu Frankreich haben sich unter den Militärregierungen stark verschlechtert. Mali hat 2022 angekündigt, aus G5 Sahel auszusteigen, und hat die französischen Truppen aufgefordert, das Land zu verlassen.

## Geschichte
Die schlechte Sicherheitslage (Vormarsch von Islamisten) in der Sahelzone führte zwischen 2020 und 2023 zu Putschen in Mali, Burkina Faso und Niger, welche sich gegen die herrschenden profranzösischen Regierungen richtete. Alle drei Mitgliedstaaten der Allianz wurden kurz nach dem Sturz ihrer gewählten Regierungen von der ECOWAS suspendiert. Nach dem Staatsstreich in Niger drohte die ECOWAS mit einer militärischen Intervention und der Wiederherstellung der Regierung von Präsident Bazoum, was zu einer regionalen Krise führte. Die Juntas von Mali und Burkina Faso versprachen Niger im Falle einer Intervention militärische Hilfe, während Guinea diplomatische Unterstützung zusagte. Die Versprechen militärischer Hilfe führten zur Gründung der Allianz der Sahelstaaten als gegenseitiger Verteidigungsblock für die drei Nationen, wodurch eine Intervention der ECOWAS erfolgreich abgewendet werden konnte.
Am 28. Januar 2024 gaben die drei Länder in einer gemeinsamen Erklärung bekannt, dass sie aus der ECOWAS austreten werden, was im Januar 2025 erfolgte. Im Juli 2024 unterzeichneten die Staatschefs der AES-Staaten auf einem Gipfeltreffen in Niamey einen Konföderationsvertrag zur Stärkung des bestehenden gegenseitigen Verteidigungsbündnisses, begleitet von der Veröffentlichung eines 25-Punkte-Kommuniqués. Darin wurde unter anderem eine einjährige rotierende Präsidentschaft vereinbart.

## Ziele
Das erklärte Ziel der Konföderation ist es, Ressourcen zu bündeln, um die gemeinsame Infrastruktur zu verbessern, einen gemeinsamen Markt zu schaffen, eine Währungsunion zu implementieren, den freien Personenverkehr zu ermöglichen, die Industrialisierung voranzutreiben und in die Landwirtschaft, den Bergbau und den Energiesektor zu entwickeln, mit dem Endziel der Föderalisierung zu einem einzigen souveränen Staat. Geplant sind eine neben gemeinsamer Währung und Zentralbank auch ein eigenes Konföderationsparlament. Ein gemeinsamer Pass wurde im Januar 2025 eingeführt. Am 22. Februar 2025 haben die Minister der Konföderation der Sahelstaaten eine eigene Flagge eingeführt. Die drei Länder stellten ab 2025 auch eine gemeinsame Streitmacht von 5000 Personen auf, welches den Terrorismus bekämpfen soll.

## Geopolitische Ausrichtung
Die Sahel-Konföderation richtet sich gegen den Einfluss der alten Kolonialmacht Frankreich, der Neokolonialismus vorgeworfen wurde. Im März 2025 distanzierten sich Niger, Burkina Faso und Mali weiter von Frankreich, indem sie ihren Austritt aus der Organisation Internationale de la Francophonie (OIF) bekannt gaben, einer internationalen Organisation, die 1970 gegründet wurde, um die französische Sprache zu fördern und die Zusammenarbeit zwischen französischsprachigen Ländern zu stärken.
Die neue Ausrichtung der drei Länder wurde stark von Russland gefördert und die Gruppe Wagner wurde in der Region aktiv. Im Juni 2025 unterzeichnete Russland mit Burkina Faso und Mali Abkommen über nukleare Zusammenarbeit zur friedlichen Nutzung der Atomenergie, zum Ausbau der Infrastruktur und zur Energiesicherheit. Auch mit Mächten wie China, dem Iran und der Türkei intensivierten die Sahel-Staaten ihre Kooperation.